# Kohlberg (Bade-Wurtemberg)
Pour les articles homonymes, voir Kohlberg.
Kohlberg est une commune de Bade-Wurtemberg (Allemagne), située dans l'arrondissement d'Esslingen, dans la région de Stuttgart, dans le district de Stuttgart.